# Савватий Тверской
Савва́тий Тверско́й — монах Русской православной церкви, основатель Савватиевой пустыни.
Канонизирован Русской православной церковью в лике преподобных. Память преподобного Савватия празднуется 2 марта (по юлианскому календарю) / 15 марта н. ст.

## Биография
О его детстве и мирской жизни сведений практически не сохранилось, да и прочие биографические сведения о нём очень скудны и отрывочны. Родиной Савватия считают Тверскую губернию, но где именно он родился, чей был сын и с каких лет отдался иноческим подвигам, — сведений об этом не имеется. Известно только, что, до поселения в пустыни, Савватий предпринял путешествие в Иерусалим и принес оттуда частицу животворящего креста Господня. До путешествия и некоторое время по возвращении из Иерусалима, Савватий был иноком тверского Оршина монастыря.

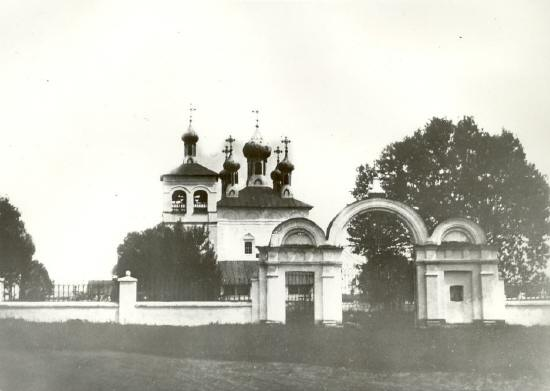
Савватиева пустынь

Желая уединения, он удалился в пустынную местность в нескольких километрах от Оршина монастыря, ближе к Твери, и собственноручно устроил там себе маленькую келью. С течением времени около него стали селиться другие иноки, была выстроена церковь и основана Савватиева пустынь, которая, по строгости и святости правил основателя её, была настолько известна, что в нее обучаться иноческой жизни приходили преподобные Корнилий Комельский и Иосиф Волоколамский и другие видные религиозные деятели того времени.
Отец Савватий своими подвигами и пламенною молитвою служил примером для всех: он был неутомим в работах, изнурял себя строгим постом и воздержанием и носил на теле тяжелые железные вериги (приписываемые преподобному вериги в 1848 году были присланы в Священный Синод и хранились в его Архиве).
Год кончины Савватия Тверского точно неизвестен: одни источники указывают, что он скончался не позже 1409 года, другие — не позже 1434 года.
Открытые в 1483 году мощи прп. отца Савватия были упокоены под спудом в Савватиевом монастыре.
Позднее монастырь был упразднён и обращён в приходскую церковь села Савватиева, а после Октябрьского переворота многие строения были разрушены большевиками (в их числе все старые храмы и келья (лесная землянка) преподобного).
В настоящее время ведутся работы по восстановлению скита.